# Terzolas
Terzolas és un municipi italià, dins de la província de Trento. L'any 2007 tenia 610 habitants. Limita amb els municipis de Caldes, Cles i Malè.

## Administració
| Període | Identitat           | Partit        |
| ------- | ------------------- | ------------- |
| 2005-   | Michele Graifenberg | Llista cívica |